# ヴォルフスベルク郡

ヴォルフスベルク郡
Bezirk Wolfsberg

ヴォルフスベルク郡（ヴォルフスベルクぐん、独: Bezirk Wolfsberg）は、オーストリアのケルンテン州にある郡（Bezirk; 行政管区とも訳される）。郡庁所在地はヴォルフスベルク。
ケルンテン州の東部に位置し、南でフェルカーマルクト郡に、西でザンクト・ファイト・アン・デア・グラン郡に、北でシュタイアーマルク州のユーデンブルク郡およびフォイツベルク郡に、東で同じくシュタイアーマルク州のドイチュランツベルク郡に接している。南東部にはスロベニア・コロシュカ地方との国境がある。
フェルカーマルクト郡には以下の9の市町村（Gemeinde; ゲマインデ）がある。そのうちヴォルフスベルクとザンクト・アンドレーとバート・ザンクト・レーオンハルト・イム・ラヴァンタールが市（Stadt）に、4つが町（Marktgemeinde; 市場町）に指定されている。
- バート・ザンクト・レーオンハルト・イム・ラヴァンタール Bad Sankt Leonhard im Lavanttal （市）
- フランチャハ＝ザンクト・ゲルトラウト Frantschach-Sankt Gertraud （町）
- ラヴァミュント Lavamünd （町）
- ライヒェンフェルス Reichenfels （町）
- プライテネッグ Preitenegg
- ザンクト・アンドレー Sankt Andrä （市）
- ザンクト・ゲオルゲン・イム・ラヴァンタール Sankt Georgen im Lavanttal
- ザンクト・パウル・イム・ラヴァンタール Sankt Paul im Lavanttal （町）
- ヴォルフスベルク Wolfsberg （市）